# Paride Negri
Paride Negri (Perugia, 2 settembre 1883 – 1954) è stato un generale italiano del Regio Esercito durante la seconda guerra mondiale, ricordato per il suo ruolo nell'occupazione italiana in Croazia.

## Biografia
Nacque a Perugia il 2 settembre 1883, figlio di Pietro.
Arruolatosi nel Regio Esercito nel 1900 entrò come allievo nella Regia Accademia di Artiglieria e Genio di Torino, da cui uscì il 7 settembre 1903 con il grado di sottotenente, assegnato all'arma di artiglieria.
Partecipò alla guerra italo-turca, come capitano e successivamente alla prima guerra mondiale, al cui termine raggiunse il grado di maggiore, risultando decorato con una Medaglia di bronzo e una Croce di guerra al valor militare. In particolare fu destinato a prestare servizio presso i punti di osservazione operanti sui palloni aerostatici, da cui si doveva dirigere il tiro dell'artiglieria. L'osservazione dai palloni aerostatici risultava molto pericolosa, dato che divenivano rapidamente un obbiettivo primario dell'artiglieria nemica.
Dopo un servizio come ufficiale presso lo Stato maggiore, fu promosso a colonnello il 28 novembre 1929, assumendo prima il comando della Scuola Allievi Ufficiali di Complemento di Lucca e poi il comando del 27º Reggimento di artiglieria tra il 1935 e il 1936.
Il 1º giugno 1936 fu promosso al grado di generale di brigata.
Nel 1937 fu comandante prima dell'artiglieria del Corpo d'armata di Udine, poi ritornò a Roma, dove fu promosso Caporeparto del Comando del Corpo di stato maggiore, divenendo poi Capo di stato maggiore nel comando designato d'Armata di Napoli nel periodo fra il 1938 e il 1939.
Dal 1939 al 1941, promosso generale di divisione, fu comandante della 41ª Divisione fanteria "Firenze", con sede a Firenze, dove lo colse l'inizio della seconda guerra mondiale. La stessa divisione poi verrà condotta, dal marzo 1941 sul fronte greco, rimanendo successivamente in Montenegro quale unità da occupazione. Nominato comandante della 154ª Divisione fanteria "Murge", destinata all'occupazione dell'Erzegovina con presidi a Mostar e in altre città. La Grande Unità fu impegnata in operazioni contro la guerriglia partigiana. A Mostar dichiarò apertamente al comando tedesco che il Regio Esercito non avrebbe agito contro gli ebrei, e ad un ufficiale germanico che pretendeva la consegna degli ebrei rispose duramente: La deportazione degli ebrei è contraria all'onore dell'esercito italiano. In seguito darà anche testimonianza delle atrocità commesse dai partigiani jugoslavi nei confronti dei soldati italiani.
Rimase vittima di un agguato il 13 maggio successivo, mentre nel bosco di Bisina, a 6 km da Nevesinje, transitava con una grossa autocolonna della sua divisione; la strada fu bloccata da 40 alberi e 8 pali telegrafici e con 2 grosse pietre. Nello scontro furono uccisi il colonnello comandante del 154º Reggimento di artiglieria e 4 ufficiali che erano in cima alla colonna su due auto con i due autieri, che furono incendiate. Sotto l'incessante fuoco nemico  riuscì a organizzare una improvvisata difesa che permise il ripiego e delle truppe su posizioni arretrate, dove, rinforzate dall'afflusso di un reparto di camicie nere, guidò il contrattacco. Durante il corso del combattimento rimase lievemente ferito. trasferito in servizio presso il comando del VI Corpo d'armata, fu poi a disposizione del Comando Superiore Slovenia-Dalmazia (SUPERSLODA).
Il 2 settembre 1943, venne assegnato al Ministero della Guerra a Roma per incarichi speciali, a causa dei limiti d'età.

### Annotazioni
1. ↑  Al tenente generale ingegnere Karl Schnell, del Ministero delle Armi e Munizionamento, che ebbe un incontro a Mostar con lui, Schnell ne riferì in una lettera ai suoi superiori a Berlino datata 18 luglio 1942: [...] In questo contesto il comandante della divisione "Murge", di stanza a Mostar, mi ha dichiarato, in una conversazione avuta con lui, che l'esercito italiano ha promesso di assicurare uguale trattamento a tutti gli abitanti di Mostar, tutti ugualmente posti sotto la protezione dell'esercito italiano. Nella conversazione suddetta [il comandante italiano] ha detto inoltre che l'applicazione di particolari misure contro gli ebrei è in contraddizione con lo spirito che anima l'esercito italiano, aggiungendo poi che le sue truppe si sarebbero opposte all'evacuazione degli ebrei di Mostar prevista dall'accordo tra la Germania e la Croazia.

### Fonti
1. 1 2 3 4 5 6 7 8 9  Generals.
2. ↑   41 Divisione di Fanteria Firenze, su regioesercito.it. URL consultato il 24 febbraio 2019.
3. ↑   154 Divisione di Fanteria Murge, su regioesercito.it. URL consultato il 24 febbraio 2019.
4. ↑  Shelah 1991, p. 67.
5. ↑   I Giusti italiani: Giovanni Palatucci, su storiaxxisecolo.it. URL consultato il 24 febbraio 2019.
6. ↑  Deák 2001, p. 142.
7. ↑  Saini Fasanotti 2006, p. 58.
8. ↑  Identità Nazionale.
9. ↑  Steiermärkisches Landesarchiv, Nachlass josef Matl, K.2, documento datato 28.5.1942
10. ↑  http://decoratialvalormilitare.istitutonastroazzurro.org/view_doc.php?img=e-1917%20vol_2/e-1917%20vol_2_00000209.JPG
11. ↑  http://decoratialvalormilitare.istitutonastroazzurro.org/view_doc.php?img=e-1947%20vol_1/e-1947%20vol_1_00000085.JPG
12. ↑  http://decoratialvalormilitare.istitutonastroazzurro.org/view_doc.php?img=e-1924%20vol_1/e-1924%20vol_1_00000230.JPG
13. ↑   Bollettino ufficiale delle nomine, promozioni e destinazioni negli ufficiali e sottufficiali del R. esercito italiano e nel personale dell'amministrazione militare, 1941,  p. 2705. URL consultato il 22 agosto 2019.
14. ↑  Supplemento Ordinario alla Gazzetta Ufficiale del Regno d'Italia n.178 del 30 luglio 1941, pag.23.
15. ↑   Bollettino ufficiale delle nomine, promozioni e destinazioni negli ufficiali e sottufficiali del R. esercito italiano e nel personale dell'amministrazione militare, 1922,  p. 83. URL consultato il 22 agosto 2019.